# Hachisuka Iemasa
Hachisuka Iemasa (蜂須賀家政?   1558-1639) fue un samurái del período Azuchi-Momoyama a inicios del periodo Edo en la historia de Japón.

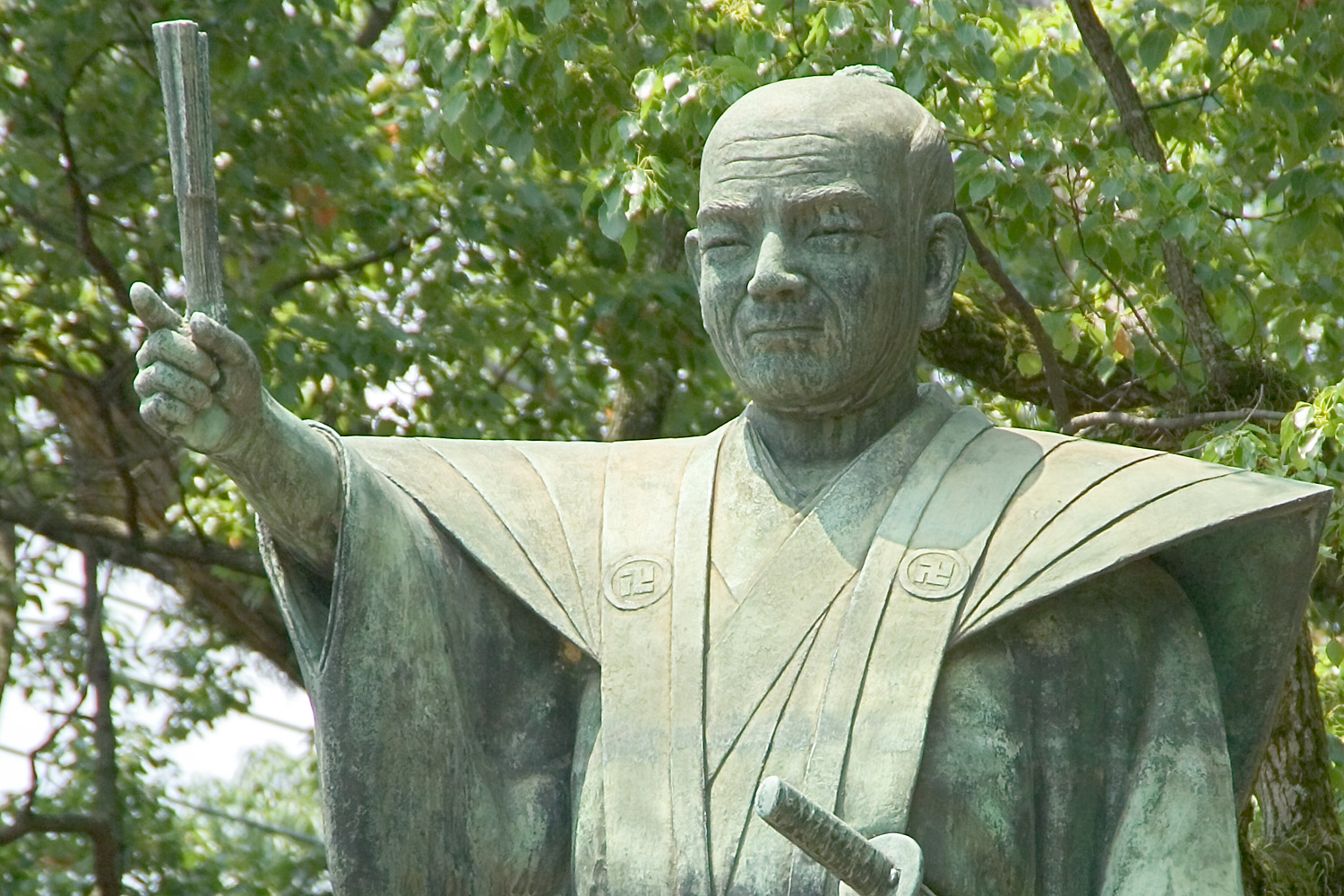
Estatua de Hachisuka Iemasa.

Iemasa fue hijo de Hachisuka Masakatsu y participó bajo el servicio de Toyotomi Hideyoshi en contra de la isla de Shikoku así como durante las invasiones a Corea. Durante la batalla de Sekigahara participó en apoyo al bando de Tokugawa Ieyasu, por lo que posterior a la victoria pudo conservar su feudo. 
Iemasa falleció en 1639.